# 風煉ダンス
風煉ダンス（ふうれんだんす）は、日本の劇団の一つ。座長の笠原真志と劇団代表の林周一が、1990年に結成した。代表作は、野外劇「スカラベ」（1994年、2016年）、「まつろわぬ民」（2014年、2017年、2018年）など。

## 来歴
演劇集団・風煉ダンスは、1990年に座長の笠原真志と劇団代表の林周一が旗揚げした。演出も行う笠原は、以前に第三エロチカに所属していた。筑波大学で彫刻を学んだ林は脚本と演出も担当し、自らのことを「劇団主宰」「座付き戯作者」と呼ぶ。なお、特に舞踊中心でもないにもかかわらず「ダンス」の言葉が入った劇団の名称は、林の卒業制作作品の名称に由来する。
風煉ダンスは1994年に博多の西鉄天神駅の横に設置した屋外ステージで、野外劇「スカラベ」を上演した。野外劇「スカラベ」はカオスのような闇市場に記憶をなくした男が現れるという内容の作品である。野外劇「スカラベ」は2016年に立川市で22年ぶりに再演され、作家の木村友祐は「破格の手づくりスペクタクル」と評した。
風煉ダンスは2015年以後、立川市地域文化振興財団が開設した文化創造拠点「たちかわ創造舎」のシェア・オフィスに入居し、ここを拠点に活動を行っている。

### まつろわぬ民
上々颱風のヴォーカル、白崎映美は、東日本大震災の発生した2011年の年末に発表された木村友祐の小説『イサの氾濫』にインスパイアを受け、2013年ごろ「まづろわぬ民」という曲を制作し、歌っていた。風煉ダンスは白崎の歌「まづろわぬ民」から着想を得て、音楽劇「まつろわぬ民」を制作した（まつろわぬ民2014）。制作のきっかけは、2013年に渋谷アップリンクで過去のアングラ演劇や屋外劇の映像記録を、音楽ライブとともに上映する催しである。白崎が上映された風煉ダンスの過去作品「ゲシュタル島崩壊期」を見て、「いつか一緒にやりたい」と発言したところ、1年後に実現したという。
音楽劇「まつろわぬ民」は、ひとりの老婆が住むというゴミ屋敷の撤去を発端に、古代と現代を往還しながらストーリーが進む物語で、2017年に改訂・再演された（まつろわぬ民2017）。「東北学」の提唱者として知られる赤坂憲雄は、作中で「鬼の一族」として表される「エミシ」が歴史上は「国家に抗する社会」（ピエール・クラストル）を営んでいたことを指摘し、忘却される者、敗れた者を含む「多様ないのち」が「国家を超えたところ」で「交歓する」ことへの励ましを本作「まつろわぬ民」から読み取った。

## 最近の作品
- 野外劇・泥リア（2015）[5]
- スカラベ（2016）[5]
- まつろわぬ民 2017（2017）[5][10]
- MICHI（2018）[5]